# 桧山憲
桧山 憲（ひやま けん）は、大韓民国出身の俳優である。劇団四季所属。本名・韓国名はユ・ホンチョルで2009年に芸名を桧山 憲に改名している。

## 略歴
2007年劇団四季ソウルオーディション合格。『ライオン・キング』ソウル公演で四季の初舞台を踏み、アンサンブルを演じている（2008年パンフレットより抜粋）。
キャッツでは、2009年1月3日ランパスキャット役で初登場し、2010年1月27日にはマキャヴィティ役としてデビュー。
2012年4月14日に開幕したアイーダ(東京・名古屋)と2024年2月16日に開幕したジーザス・クライスト・スーパースター(東京・京都・全国)では、アンサンブルとして出演した。
2025年2月28日アナと雪の女王のアグナル王役デビュー。

## 出演作品
- CATS - ランパスキャット役、マキャヴィティ役
- ライオン・キング - アンサンブル
- アイーダ - アンサンブル
- ジーザス・クライスト・スーパースター - アンサンブル
- アナと雪の女王 - アグナル王役